# Nasoni-Records
Nasoni Records — независимый рекорд-лейбл из Берлина, один из инициаторов и убеждённых активистов международной кампании «за возрождение винила». 

## История
Учредил предприятие в 1996 году Ханс-Георг Бир — энтузиаст, знаток психоделической рок-музыки и собиратель винила с 30-летним стажем. Поскольку культура коренных обитателей Североамериканского континента интересовала основателя не меньше музыки, то лейбл он назвал в честь одного из индейских племен (Nasoni), которому некогда принадлежала часть земель американского штата Техас (любопытно, что и первым релизом новообразовавшегося лейбла стал альбом техасской музыкальной коммуны Zendik Farm из Остина). 
На Nasoni выпущено около двух сотен релизов коллективов из Германии, Европы, Северной и Южной Америки — винил различных форматов, компакт-диски и DVD — только строго лимитированные издания. Свой путь на лейбле начинали многие знаменитости современного психоделик-, спейс-, краут-, классик-хард- рока, стоунера и даже дума. 
Помимо собственной продюсерской и издательской деятельности, Nasoni оказывает деятельную поддержку другим независимым германским рекорд-лейблам, в частности, небезызвестным Elektrohasch Schallplatten и Sulatron.

## Сотрудничество
- 3Speed Automatic
- Abramis Brama
- Alunah
- Arenna[англ.]
- Arol Wulf-Zendik[англ.]
- Astrophobia
- Atomic Workers[англ.]
- Ax Genrich & Band
- Causa Sui
- Chickencage Experience
- Colour Haze[англ.]
- Colt 38
- Cosmic Trip Machine (см. Will Z.[англ.])
- Darxtar
- Daturana
- The Davolinas
- Deadpeach
- Don Juan Matus
- Dose after Dose
- Earthling Society
- El Hombre Misterioso
- Electric Moon[англ.]
- Electric Riders[англ.]
- La Ira De Dios
- Liquid Visions[1][2]
- Samavayo}} (Германия)
- Siena Root[англ.] (Швеция)
- Sula Bassana[3]
- The Machine[англ.]
- The :Egocentrics[4]
- Vibravoid[англ.][5]
- Zendik Farm[англ.] (официально Zendik Farm Arts Cooperative)